# Выгода (Могилёвская область)

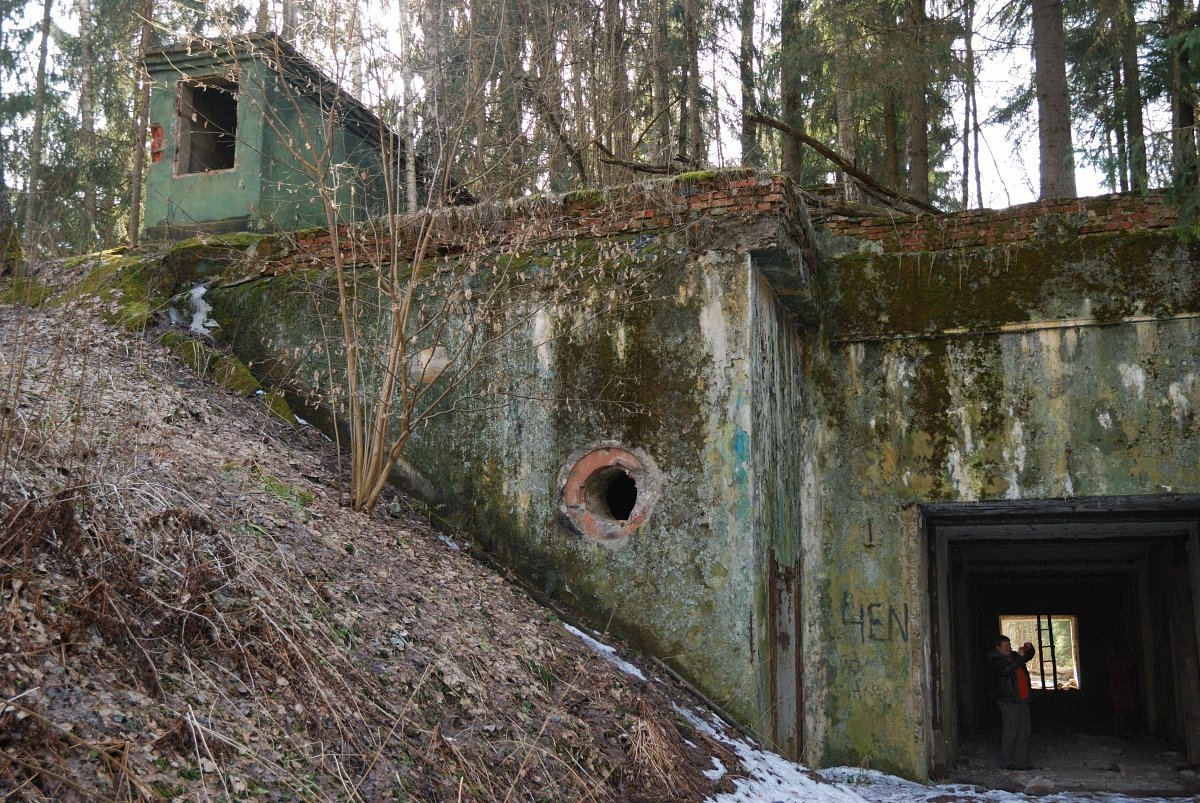
Бункер для хранения ядерных боеприпасов на территории бывшей воинской части близ Выгоды

Выго́да (бел. Выго́да) — деревня в составе Ямницкого сельсовета Быховского района Могилёвской области Республики Беларусь.

## Население
- 2010 год — 2 человека